# Gene Pitney
Gene Francis Alan Pitney (ur. 17 lutego 1941 w Hartford, zm. 5 kwietnia 2006 w Cardiff) – amerykański piosenkarz pop-rockowy i kompozytor.

## Życiorys
Pochodził z regionu Nowa Anglia w stanie Connecticut, jego matka Anna Orlowski była Polką. Karierę muzyczną rozpoczął w połowie lat pięćdziesiątych jako nastolatek, lecz jej szczyt przypadł na lata sześćdziesiąte XX wieku, kiedy to zdobył olbrzymią popularność po obu stronach Atlantyku. Choć muzyką interesował się od dziecka, z wykształcenia był inżynierem elektrykiem. Ostatecznie wybrał jednak karierę muzyka. Początkowo dużo komponował dla innych artystów. Jego piosenki znalazły się w repertuarze takich gwiazd jak Del Shannon, Roy Orbison, Kalin Twins i Bobby Vee. Z początkiem lat sześćdziesiątych zaczął także nagrywać jako solista i koncertować. Pitney był niezwykle płodnym muzykiem i nagrywał po kilka albumów rocznie. Wszystkie jego albumy charakteryzowały się starannością nagraniową. Był pionierem overdubbingu, czyli dogrywania ścieżek.
W 1989, po latach nieobecności, nagrał nową wersję swojego przeboju z 1967 r. „Something’s Gotten Hold of My Heart” w duecie z Markiem Almondem, który na krótko zajął pierwsze miejsce na liście przebojów w Wielkiej Brytanii.
Do największych jego przebojów należały: „It Hurts to Be in Love”, „A Heartbreaker”, „I’m Gonna Be Strong”, „Town Without Pity”, „Every Breath I Take”, „(The Man Who Shot) Liberty Valance”, „Only Love Can Break a Heart”, „True Love Never Runs Smooth”, „24 Hours from Tulsa” oraz cover piosenki The Rolling Stones „That Girl Belongs to Yesterday”.
W 2002 Gene Pitney został wprowadzony do Rock and Roll Hall of Fame.
W 2006 r., w trakcie trasy koncertowej po Wielkiej Brytanii menedżer Pitneya znalazł ciało piosenkarza w hotelu Hilton w Cardiff, artysta zmarł na zawał serca w wieku 66 lat. Pitney od wielu lat cierpiał na chorobę serca, nie zaprzestał jednak koncertowania. Jego ostatnia trasa została uznana za najlepszą w karierze.

## Dyskografia
1961 Heartbreaker
1962 The Many Sides of Gene Pitney
1963 Gene Pitney Sings Just for You
1963 Only Love Can Break a Heart
1964 Blue Gene
1964 Gene Italiano
1964 It Hurts to Be in Love
1964 Meets the Fair Young Ladies of Folkland
1964 Together
1965 For the First Time! Two Great Singers
1965 I Must Be Seeing Things
1965 I’m Gonna Be Strong
1965 It’s Country Time Again!
1965 Sings the Great Songs of Our Time
1966 Backstage I’m Lonely
1966 Being Together
1966 Looking Through the Eyes of Love
1966 Nessumo Mi Puo Giudicare
1966 Pitney Español
1966 The Country Side of Gene Pitney
1966 The Gene Pitney Show
1967 Gene Pitney Sings Bacharach & Others
1967 Just One Smile
1967 Young and Warm and Wonderful
1968 She’s a Heartbreaker
1969 Baby, I Need Your Lovin'
1969 Liberty Valance
1969 Twenty Four Hours from Tulsa
1971 Ten Years Later
1972 New Sounds of Gene Pitney
1975 Pitney '75
1982 Love My Life Away
1982 Pitney Español
1984 Gene Pitney
2002 The Great Pretender